# Deskiñ d’an oadourien
Pour les articles homonymes, voir DAO.
Deskiñ d’an oadourien (DAO, du breton « apprendre aux adultes ») est une association née en 2001 et déclarée en 2002 qui fédère les organismes d'enseignement du breton. Elle a été dissoute le 25 novembre 2022.
Elle fournit du matériel pédagogique et organise des campagnes en faveur de l'apprentissage de la langue bretonne. Chaque année, 5 000 apprenants suivent des cours pour adultes.
Située à Ti ar Vro Karaez (Carhaix), l'association regroupe une quarantaine de structures sur l'ensemble de la Bretagne et au-delà.